# 蔵王村
蔵王村（ざおうむら）は山形県南村山郡にあった村。現在の山形市南端および上山市金瓶にあたる。幕末は下総佐倉藩の藩領であった。

## 地理
- 山：横倉山、地蔵山、三宝荒神山（蔵王連峰）
- 河川：須川

## 歴史
- 1889年（明治22年）4月1日 - 町村制の施行により、南村山郡下桜田村・飯田村・成沢村・山田村・半郷村・上野村・山神村・高湯村・金瓶村の区域をもって堀田村（ほったむら）が発足。
- 1950年（昭和25年）10月10日 - 改称して蔵王村となる。
- 1956年（昭和31年）12月23日 - 山形市に編入。同日蔵王村廃止。

廃止後の1957年（昭和32年）3月21日には、山形市のうち旧村域の一部（蔵王金瓶）が上山市に編入されている。

## 交通

### 鉄道路線
村域に鉄道路線は存在しなかったが、奥羽本線金井駅（現・蔵王駅）が至近に所在した。

### 道路
- 国道13号

現在は旧村域に山形自動車道の山形上山インターチェンジが所在するが、当時は未開通。

## 名所・旧跡・観光スポット・祭事・催事
- 蔵王温泉

## 出身著名人
- 斎藤茂吉 - 歌人
- 龍田静枝 - 女優